# درومل
درومل (به هلندی: Dreumel) یک منطقهٔ مسکونی در هلند است که در وست ماس ان‌وال واقع شده‌است. درومل ۳٬۲۸۸ نفر جمعیت دارد.